# Eunice Katunda
Eunice do Monte Lima Catunda  (Rio de Janeiro, 14 de março de 1915 - São José dos Campos, 3 de agosto de 1990) foi uma compositora, regente, pianista e professora  brasileira.

## Biografia
Filha do gaúcho Rubens do Monte Lima e da pintora nativista cearense Maria Grauben Bomilcar, iniciou seus estudos de piano com 5 anos de idade com a professora Mima Oswald, filha do compositor Henrique Oswald. Mais tarde será aluna de Oscar Guanabarino e, de 1936 a 1942,  de Furio Franceschini, Marietta Lion e Camargo Guarnieri.
Casa-se em 1934 com o matemático Omar Catunda (Santos, 23 de setembro de 1906 - Salvador, 12 de agosto de 1986), incorporando o sobrenome do marido. O casal vai residir em São Paulo.
Em 1946, Eunice volta para o Rio de Janeiro e torna-se aluna do mentor do grupo Música Viva e introdutor da música dodecafônica no Brasil, Hans-Joachim Koellreutter, que terá grande influência na sua formação. É justamente de 1946  uma de suas principais obras - a cantata Negrinho do pastoreio. Em 1948, juntamente com outros alunos de Koellreutter, realiza viagem de estudos à Itália, onde estudará regência com Hermann Scherchen. Durante o curso, torna-se próxima de seus colegas de curso, Luigi Nono e Bruno Maderna.
A partir do final de 1948, sua militância política no Partido Comunista Brasileiro, ao qual era filiada desde 1936,  deverá também marcar o seu trabalho. As  diretrizes estéticas do partido, na época, vinculavam a produção artística à construção da identidade nacional e à transformação social. A frase de Mário de Andrade é bem representativa dessa orientação: "O critério atual da Música Brasileira deve ser não filosófico, mas social. Deve ser um critério de combate." Assim, Eunice acaba por abandonar o Música Viva e distanciar-se dos seus amigos Nono e Maderna, assumindo a perspectiva da arte engajada, nos moldes do realismo socialista.
No início dos anos 1950, vai a Salvador, por ocasião de uma manifestação da Campanha pela Paz, promovida pelo PCB, e visita o bairro da Liberdade,  onde o partido apoiava a invasão de terrenos baldios  por trabalhadores, que ali construíam as suas casas. Essa visita  à Bahia será  a primeira de uma série, com finalidade de estudos e pesquisas. Depois de assistir à capoeira no terreiro de mestre Waldemar da Paixão, escreverá um artigo, publicado em 1952, na revista literária Fundamentos. A compositora  experimentaria, no final dos anos 1950 um período de grande aproximação com o mundo da cultura afro-brasileira, especialmente com o  terreiro Ilê Axé Opô Afonjá, para isso contando com o apoio de Pierre Verger. Eunice Catunda inspirou-se neste universo sonoro para diversas de suas composições, ao longo dos anos 1950.
Em 1956, abandona o PCB, em protesto contra a invasão da Hungria.
Em 1964, Eunice se separa de Omar Catunda. A partir de então, ela passará a assinar Eunice Katunda, trocando o C pelo K, para dissociar-se do sobrenome do ex-marido.